# Daemonorops sekundurensis
Daemonorops sekundurensis là loài thực vật có hoa thuộc họ Arecaceae. Loài này được Rustiami & Zumaidar mô tả khoa học đầu tiên năm 2005.